# NGC 404
NGC 404 (również Duch Mirach, PGC 4126 lub UGC 718) – galaktyka soczewkowata (SA(s)0), znajdująca się w gwiazdozbiorze Andromedy w odległości około 9,8 miliona lat świetlnych. Została odkryta 13 września 1784 roku przez Williama Herschela.
Galaktyka położona jest o 7 minut kątowych od znacznie jaśniejszej od niej gwiazdy Mirach, przez co jej obserwacja jest niezmiernie utrudniona – w zakresie światła widzialnego blask znajdującej się o 200 lat świetlnych od Ziemi Mirach jest znacznie jaśniejszy od poświaty leżącej o około 9,8 miliona lat świetlnych galaktyki.
NGC 404 to galaktyka z aktywnym jądrem typu LINER.